# Ментон (вещество)
Ментон — два изомерных вещества, относящиеся к терпеноидам. Существуют в виде двух изомеров:
- I — транс-изомер (собственно ментон)
- II — цис-ментон (изоментон)

## Свойства
Оба изомера являются бесцветными вязкими жидкостями с запахом мяты и горьким вкусом. Хорошо растворимы в органических растворителях, в воде растворяются плохо.
Свойства изомеров ментона:
| Показатель         | Ментон              | Ментон  | Изоментон            | Изоментон |
| Показатель         | Оптически активный* | Рацемат | Оптически активный** | Рацемат   |
| ------------------ | ------------------- | ------- | -------------------- | --------- |
| Tпл, °C            | —                   | -16     | -35                  | —         |
| Tкип, °C/мм.рт.ст. | 96/20               | 82/10   | 86-87/13             | 210/760   |
| d420               | 0.8954              | 0.8949  | 0.9015               | —         |
| nD20               | 1.4505              | 1.4521  | 1.4530               | 1.4496    |

- * [α]D20 +24,8° и −29,6°
- **[α]D20 +95° и −94,3°

Температурные пределы взрываемости 71-96 °C
Ментон и изоментон способны взаимно превращаться друг в друга под действием кислот и оснований. Преобладающей формой (около 70 %) является ментон.
Оба соединения являются типичными кетонами и вступают во все характерные для кетонов реакции. При нагревании над медью при 300 °C превращаются в тимол.

## Нахождение в природе
Оба изомера содержатся в эфирном масле перечной мяты, а также гераниевом и буковом, из которых их получают ректификацией (фракция с температурой кипения 204—212oC).
Синтез ментона может быть осуществлён восстановлением пулегона или пиперитона; окислением или дегидрированием ментола; гидрированием тимола в присутствии палладия.

## Применение
Ментон применяется для ароматизации средств ухода за зубами; как сырьё для получения ментола. Изоментон используют для получения его оксима, относящегося к душистым веществам.